# 鄧愈
鄧愈（1337年—1378年），原名友德，字伯顏，明朝开国将領，淮安路虹縣龍宿里（今安徽泗縣大路口镇）人，封卫国公，宁河王。
邓愈早年投奔朱元璋，賜名愈，任管军总管，随朱元璋渡长江，克太平、金陵，屡立战功，升为广兴翼元帅。历官佥行枢密院事、江西行省参知政事、江西行省右丞、湖广行省平章、右御史大夫、太子谕德。洪武三年（1370年），邓愈跟随徐达远征甘肃，击败北元，招降乌斯藏诸部。洪武十年，病逝于寿春，追封为宁河王，谥武顺。

## 生平

### 早年经历
邓愈幼時聰敏好學，其父鄧順興，與元軍作戰时阵亡，其兄邓友隆接掌兵權，不久病故。鄧愈代父兄職率兵與元作戰，驍勇異常，泗州、灵璧、盱眙等地居民多附之。元至正十五年（1355年），率所部萬餘人從盱眙投奔朱元璋，任管軍總管；期间，朱元璋为他改名「邓愈」。跟随朱元璋渡江，攻克太平，击败并擒获陈野先，平定溧阳、溧水，次年破集慶、鎮江，升广兴翼元帅。出守广德州，在城下击败长枪帅谢国玺，俘其总管武世荣，俘虏士卒千人。
至正十七年（1357年），擢樞密院院判，同年七月，为征南将军，邓愈移军镇守宣州，率领其军攻取绩溪，又与胡大海一起攻克徽州，升为行枢密院判官，驻守徽州。“苗帅”杨完者率十万大军前来进攻，徽州防守薄弱，邓愈激励将士，与胡大海合力进攻，将杨完者军击退。进而攻取休宁、婺源，俘获士卒三千，又攻下高河垒。邓愈与李文忠、胡大海进攻建德，途经遂安，击败长枪帅余子贞，向北追击至淳安，又败其援兵，于是攻克建德。杨完者率军来攻，邓愈击败并擒获其将李副枢，降服溪洞三万军队。一月过后，在乌龙镇再败杨完者。邓愈又升为佥行枢密院事。
随后，邓愈率军攻取临安，李伯升率军前来救援，邓愈在闲林寨将其击败。又派遣使者劝降了饶州守将于光，邓愈于是移军驻守饶州。饶州在彭蠡湖畔，与陈友谅相邻，陈友谅军屡次前来进攻，邓愈每次都将其击退。进升为江南行省参政，总领各军。又攻取浮梁，攻战于乐平，余干、建昌都被攻下。

### 江西作战
至正二十二年（1362年），陈友谅抚州守将邓克明遭吴宏进攻，便派遣使者假装投降以作缓兵之计。邓愈得知此情，率军夜奔二百里，天明时进入抚州。邓克明未曾料到，只得独自骑马逃走。邓愈号令严明，秋毫无犯，于是平定抚州。邓克明不得已而降。正逢陈汉丞相胡廷瑞进献龙兴路，朱元璋将它改为洪都府，命邓愈为江西行省参政，而命降将祝宗、康泰率部跟随邓愈。
祝、康二人奉命跟随徐达进攻武昌时反叛。战船停泊女儿港，两人率军迅速赶回，乘夜攻破新城门而入。邓愈仓促之间获悉兵变，率领数十人骑马逃走，多次与叛军遭遇。随从骑兵几乎全部死去，邓愈处境十分困迫。连换三匹战马，却全部倒毙。最后乘上其养子之马，才得以夺抚州门而出，奔返应天府。不久徐达收复洪都，朱元璋又命邓愈辅佐朱文正镇守。次年，陈友谅率领六十万军队进攻洪都。邓愈分守抚州门，正当要冲。陈友谅亲自指挥部队进攻，城墙损坏达三十余丈，邓愈且筑且战。陈军进攻日益猛烈，邓愈军衣不解带，昼夜防守达三月之久。朱元璋率军来援，与陈友谅展开鄱阳湖之战，击毙陈友谅，城围得以解除。
至正二十四年，朱元璋命邓愈率军进攻江西。邓克明之弟邓志清率军二万占据永丰，邓愈将其击败，擒获其大帅五十余人。又随常遇春平定沙坑、麻岭诸寨，进兵攻取吉安，包围赣州，五个月后将其攻克。邓愈晋升为江西行省右丞。邓愈为人简练而稳重、谨慎而细致，不惮危苦，治军严格，善于安抚投降、归附者。他在安福作战时，军队中出现掳掠百姓者。判官潘枢前来谒见，当面指责邓愈。邓愈惊起谢罪，急忙下令抢掠百姓者斩，并将军中部卒所掠百姓子女搜索交出。潘枢于是将他们安置在空屋当中，自己坐在屋外煮粥给他们吃。士卒中有人企图乘夜劫取，邓愈便将这些士兵鞭打示众。潘枢将被掠百姓子女全部护送回家，百姓十分高兴。
不久，常遇春攻克襄阳，朱元璋命邓愈为湖广行省平章镇守，并说：“你戍守襄阳，应当谨守法度，山寨中前来归附者，兵民全部仍属旧籍，小校以下全部命令他们屯种田地，边耕边战。你所戍之地与扩廓帖木儿相邻，如果你对百姓仁爱有加，在军中严于执法，则扩廓所部将士都将慕义来归，就如挣脱虎口，投靠慈母一样。我把你当长城一般地依靠，你要尽力。”邓愈设立军府营屯，招徕、安抚归附者，恩威并重。吴元年（1367年），朱元璋建立御史台，邓愈出任右御史大夫，统领御史台事务。

### 洪武年间
洪武元年（1368年），邓愈加封太子谕德。挂征戍将军印，率领军队进军南阳以北。于是攻克唐州，进攻南阳，在瓦店击败元军，向北追击，直抵城下，攻克南阳，擒获史国公等二十六人。随州、叶县、舞阳、鲁山各州县相继投降。邓愈又率军攻下牛心、光石、洪山诸山寨，均州、房州、金州、商州全部平定。洪武三年（1370年），任征虜左副將軍，協同徐達西征甘肃。王保保驻扎车道岘，邓愈直抵其堡垒，设立栅栏进行威逼，王保保部溃败。谕降吐蕃诸酋长，宣慰何锁南普等都交出印章，请求投降。明军追击豫王至西黄河，直抵黑松林，击斩元军大将。河州以西朵甘、乌思藏各部全部归附。明军兵出甘肃西北数千里而返。论功之时，邓愈被授为开国辅运推诚宣力武臣、特进荣禄大夫、右柱国，封为卫国公，参与军国要事，年禄三千石，给予世券。
洪武四年，明军伐蜀，朱元璋命邓愈前往襄阳组织后勤保障。洪武五年，辰州、澧州诸少数民族作乱，朱元璋命邓愈挂征南将军印，江夏侯周德兴、江阴侯吴良为副将军，率军征讨。邓愈率杨璟、黄彬兵出澧州，攻克十八洞，又捕斩房州反叛者。六年，邓愈以副将军身份跟随徐达巡视西北边境。十年，吐蕃川藏阻塞道路，抢劫贡使，邓愈为总兵官，挂征西将军印，同副将军沐英前往征讨。分兵三路，穷追至昆仑山，俘斩数以万计，俘获马牛羊十余万头，留军戍守各处要害，然后才班师回朝。邓愈在归途中生病，在寿春病逝，终年四十一岁。噩耗传到南京，朱元璋闻讯大哭，辍朝三日，灵柩运至三山门时，朱元璋亲往祭奠。安葬在南京雨花台西安德门里的西山。追封为宁河王，谥号武顺。

## 子女
邓愈长子邓镇，袭卫国公，改封申国公，后因连坐李善长亲党而死。有子邓铭，官至锦衣卫指挥佥事。一女为朱元璋次子朱樉次妃，后因妒忌被责，自缢而死。一女为朱元璋七子朱榑继妃。

## 延伸阅读
[在维基数据编辑]
 《國朝獻徵錄·卷之五》，出自焦竑《國朝獻徵錄》
 《明史卷一百二十六》，出自《明史》
 在维基共享资源阅览影像